# 산림 원예

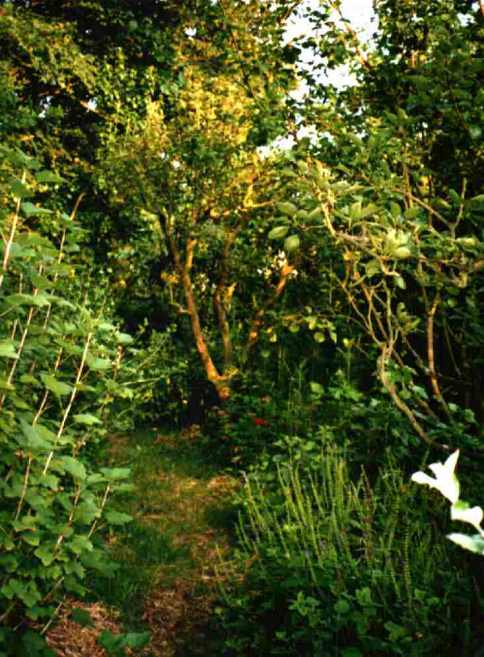

산림 원예(forest gardening)는 인간에게 직접적으로 유용한 수확량을 제공하는 과일 및 견과 나무, 관목, 허브, 덩굴 및 다년생 야채를 통합하는 삼림 생태계를 기반으로 하는 유지 관리가 적게 들고 지속 가능한 식물 기반 식품 생산 및 혼농임업 시스템이다. 혼식을 활용하면 이들을 혼합하여 연속적인 층으로 성장하여 삼림지대 서식지를 만들 수 있다. 산림 원예는 열대 지역에서 식량을 확보하기 위한 선사시대의 방법이다. 1980년대 로버트 하트(Robert Hart)는 원리를 적용하고 온대 기후에 적용한 후 "forest gardening"라는 용어를 만들었다.

## 같이 보기
- 자연농법
- 과수원
- 복작